# Bundeswahlkreis Leichhardt
Koordinaten: 14° 21′ S, 143° 7′ O

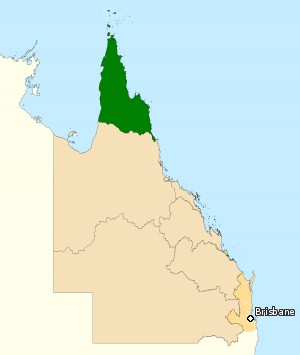
Lage des Wahlkreises Leichhardt (grün)

Der Bundeswahlkreis Leichhardt ist ein Wahlkreis (englisch electoral division) für die Wahl eines Abgeordneten des australischen Repräsentantenhauses.
Der Wahlkreis Leichhardt im Bundesstaat Queensland wurde 1949 proklamiert. Namensgebend war der preußischen Entdecker und Naturwissenschaftlicher Ludwig Leichhardt.
Leichhardt ist mit 148.988 km² der größte Wahlkreis in Queensland, der von Cairns bis zum Cape York Peninsula und zu den Torres Strait Islands reicht. Die meisten Orte in dem Wahlkreis sind kleine Siedlungen, in denen Aborigines leben. Die größeren Orte sind Aurukun, Bamaga, Cairns (teilweise), Cooktown, Hope Vale, Kowanyama, Kuranda, Lockhart River, Mossman, Pormpuraaw, Port Douglas, Thursday Island und Weipa.
Wirtschaftlich ist der Wahlkreis vor allem von der Landwirtschaft durch den Anbau von Zuckerrohr und tropischen Früchten, aber auch von Aquakultur, Viehzucht, Fischerei, Bergbau und Tourismus geprägt.
Im Wahljahr 2010 wurde Warren Entsch von der liberalkonservativen Liberal National Party of Queensland gewählt. Wahlberechtigt waren 93.113 Wähler.

## Bisherige Abgeordnete
| Name          | Partei           | Amtszeiten |
| ------------- | ---------------- | ---------- |
| Tom Gilmore   | Country          | 1949–1951  |
| Henry Bruce   | Labor            | 1951–1958  |
| Bill Fulton   | Labor            | 1958–1975  |
| David Thomson | National         | 1975–1983  |
| John Gayler   | Labor            | 1983–1993  |
| Peter Dodd    | Labor            | 1993–1996  |
| Warren Entsch | Liberal          | 1996–2007  |
| Jim Turnour   | Labor            | 2007–2010  |
| Warren Entsch | Liberal National | 2010–      |